# 피그미대왕고래
피그미대왕고래(Pygmy blue whale, 학명: Balaenoptera musculus brevicauda)은 대왕고래의 아종으로 멸종위기에 처한 다른 아종보다 개체 수가 많은 편으로 추정된다.
가장 큰 개체는 몸길이 24m에 몸무게가 129.5t 가량이고, 평균적으로는 수컷의 몸길이는 21.1m고 무게는 75.5톤, 암컷은 수컷보다 크며 몸길이 21.9m 정도이다. 몸무게는 90t톤 정도 나간다.

## 같이 보기
- 대왕고래